# Francisco Colín
Francisco Colín, S. J. (Ripoll, provincia de Gerona, 1592-San Pedro Makati, Gran Manila, 1660) fue un jesuita filipinista y orientalista español.

## Biografía
Aunque Nicolás Antonio lo tuvo por mallorquín, era de Ripoll (Gerona). De familia acomodada, ingresó en la Compañía de Jesús en Barcelona (1607). Desde siempre tuvo afán misionero, pero su familia y otras dificultades impedían su propósito. Al fin embarcó hacia Nueva España en el verano de 1625 y desde allí a las Filipinas; llegó en junio de 1626. Como en el mismo navío viajaba el nuevo gobernador de los tres archipiélagos filipinos, Luzón, Bisayas y Mindanao, Juan Niño de Távora (1626-1632), hicieron amistad y se convirtió en su confesor. Fue ascendiendo en la jerarquía de la Compañía y llegó a ser provincial en los primeros años de la década de 1640. De él habla por extenso su compañero de orden y biógrafo Lorenzo Hervás y Panduro; fue además calificador del Santo Oficio y comisario de la gobernación de Samboanga. 
Su obra principal es una vasta crónica-enciclopedia sobre las islas Filipinas que toma a manos llenas de los manuscritos y de la Relación de las islas Filipinas i de lo que en ellas an trabaiado los padres de la Compañia de Iesus (Roma, 1604) del padre Pedro Chirino (1557-1635); refleja además la historia de la Compañía de Jesús en las islas hasta 1616. Su título completo es Labor evangélica, ministerios apostólicos de los obreros de la Comp. de Jesús. Fundación y progresos de su provincia en las Islas Filipinas. Historiados por el Padre Francisco Colín, Provincial de la misma Compañía, Calificador del Santo Oficio y su comisario en la Gobernación de Samboanga y su distrito. Parte primera sacada de los manuscritos del Padre Pedro Chirino, el primero de la Compañía que pasó de los Reynos de España a estas Islas por orden y a costa de la Catholica y Real Magestad, y fue publicada póstuma en Madrid en 1663. 
Esta obra abarca una cronología mayor que la de Chirino y es más precisa y de estructura más ordenada. Asimismo sus puntos de vista son más científicos y añade información, sobre todo en lo tocante a los aspectos políticos de las Filipinas y el contexto de los acontecimientos; es obra mucho más «oficial» que la de Chirino, a quien Colín había conocido en sus últimos años. La crónica era una respuesta a los deseos de Felipe IV, quien en repetidas ocasiones había solicitado información acerca de la situación de la Compañía de Jesús en Filipinas, y fue redactada cuando Colín ya se hallaba en su retiro de San Pedro Makati, donde falleció en 1660. Según el filipinista Wenceslao Retana, 
Científicamente considerada, la Labor de Colín constituye el mejor libro filipino del siglo XVII: es la primera obra española en la que se ha publicado el mapa de aquellas Islas, y la primera en que se hallan los más antiguos datos de positivo valor sobre la flora, la fauna, la geografía y las lenguas del Archipiélago.
Tuvo una segunda edición (Manila: impr. de E. Balbas, 1890). La obra fue muy documentadamente editada entre 1909 y 1903 por el también jesuita Pablo Pastells (1846-1932). Una segunda parte se compuso e imprimió en el siglo XVIII, elaborada por Pedro Murillo Velarde: la Historia de la provincia de Philipinas de la Compañia de Jesus : segunda parte, que comprehende los progresos de esta provincia desde el año de 1616 hasta el de 1716 (Manila: en la Imprenta de la Compañía de Jesús, por D. Nicolás de la Cruz Arcosa Bagay, 1749). De Colín también llegó a la imprenta una biografía del santo Alonso Rodríguez (1532-1617). Y también póstuma (1666) se publicó su India sacra en lengua latina.

## Obras
- Labor evangélica, ministerios apostólicos de los obreros de la Compañía de Iesvs, fundación y progressos de su Provincia, en las Islas Filipinas. Historiados por el Padre Francisco Colín, Provincial de la misma Compañía, Calificador del Santo Oficio, y su Comisario de la Gobernación de Samboanga, y su distrito. Parte primera. Sacada de los manuscriptos del Padre Pedro Chirino... Madrid: Ioseph Fernández de Buendia, 1663. Tuvo una segunda edición muy posterior: Manila: impr. de E. Balbas, 1890. Hay edición moderna, muy anotada, del jesuita Pablo Pastells (Barcelona: Imp. y Lit. de Heinrich y Comp., 1900-1903). La obra fue continuada en el siglo XVIII por el padre Pedro Murillo Velarde.
- Sermon que mando imprimir ... Fray Miguel Garcia Serrano Arcobispo de Manila... predicado por el Padre Francisco Colin ... en la Iglesia cathedral de la misma ciudad ... a ventinueue de nouiembre de 1627... (Manila: Colegio de Sancto Thomas de Aquino, 1628). Trata sobre San Andrés.
- Vida, hechos, y doctrina del venerable hermano Alonso Rodriguez, religioso de la Compañia de Jesus (Madrid: Domingo García Morrás, 1652)
- India sacra, hoc est, Suppetiae sacrae, ex utraque India in Europam, pro interpretatione facili, ac genuina. Quorumdam locorum ex Veteri Testamento qui ad huc europaeos morantur interpretes opus posthumum authore R. P. Francisco Colin é Societate Jesu theologo, cattalano Rivipullensi, olim in Philippinis insulis provinciali, et apud sacros judices fidei censore (Matriti: ex typographia Iosephi Fernández à Buendia, 1666).